# Hernán Gabriel Pérez
 Hernán Gabriel Pérez (7 de mayo de 1985) es un futbolista argentino que se desempeña como mediocampista. Actualmente juega en Flandria, de la Primera B.

## Trayectoria
Su carrera futbolística tuvo inicios en el Club Atlético Independiente en el cual permaneció dos años. Luego continuó su carrera en el Club Almagro de la Primera B Nacional durante tres años, de los cuales disputó 11 partidos en las dos temporadas de Primera B Nacional y 32 partidos en Primera B, tercera categoría de Argentina.
Luego pasó a un grande del interior del país. El Club Atlético San Martín de Tucumán contrató al centrocampista para disputar el Torneo Argentino A, en el que fue una de las figuras del equipo y permaneció invicto durante 19 partidos, marcando un gol en este torneo. Una temporada después, firmó contrato con el Club Atlético Racing de Córdoba de la misma categoría debido a sus buenos rendimientos en su equipo anterior. En este último disputó 28 partidos y marcó 3 goles.
A mediados de 2013, el mediocampista es contratado por el Club Atlético Nueva Chicago de la Primera B, tercera categoría de Argentina. Disputando solo 4 partidos en la temporada. Su equipo fue el campeón del torneo logrando el ascenso a la Primera B Nacional.
Luego del campeonato logrado, su contrato con Nueva Chicago se había terminado, por lo que el centrocampista decidió emigrar al Club Social y Deportivo Flandria de la Primera C. Disputó 9 partidos en el semestre. Su equipo consiguió el ascenso a la Primera B, coronándose campeón de la categoría.

## Clubes
| Club                  | País      | Año             |
| --------------------- | --------- | --------------- |
| Independiente         | Argentina | 2008            |
| Almagro               | Argentina | 2008 - 2011     |
| San Martín de Tucumán | Argentina | 2011 - 2012     |
| Racing de Córdoba     | Argentina | 2012 - 2013     |
| Nueva Chicago         | Argentina | 2013 - 2014     |
| Flandria              | Argentina | 2014 - Presente |

## Palmarés
| Club          | Campeonato      | País      | Año         |
| ------------- | --------------- | --------- | ----------- |
| Nueva Chicago | B Metropolitana | Argentina | 2013 - 2014 |